# Mikroregion Hracholusky

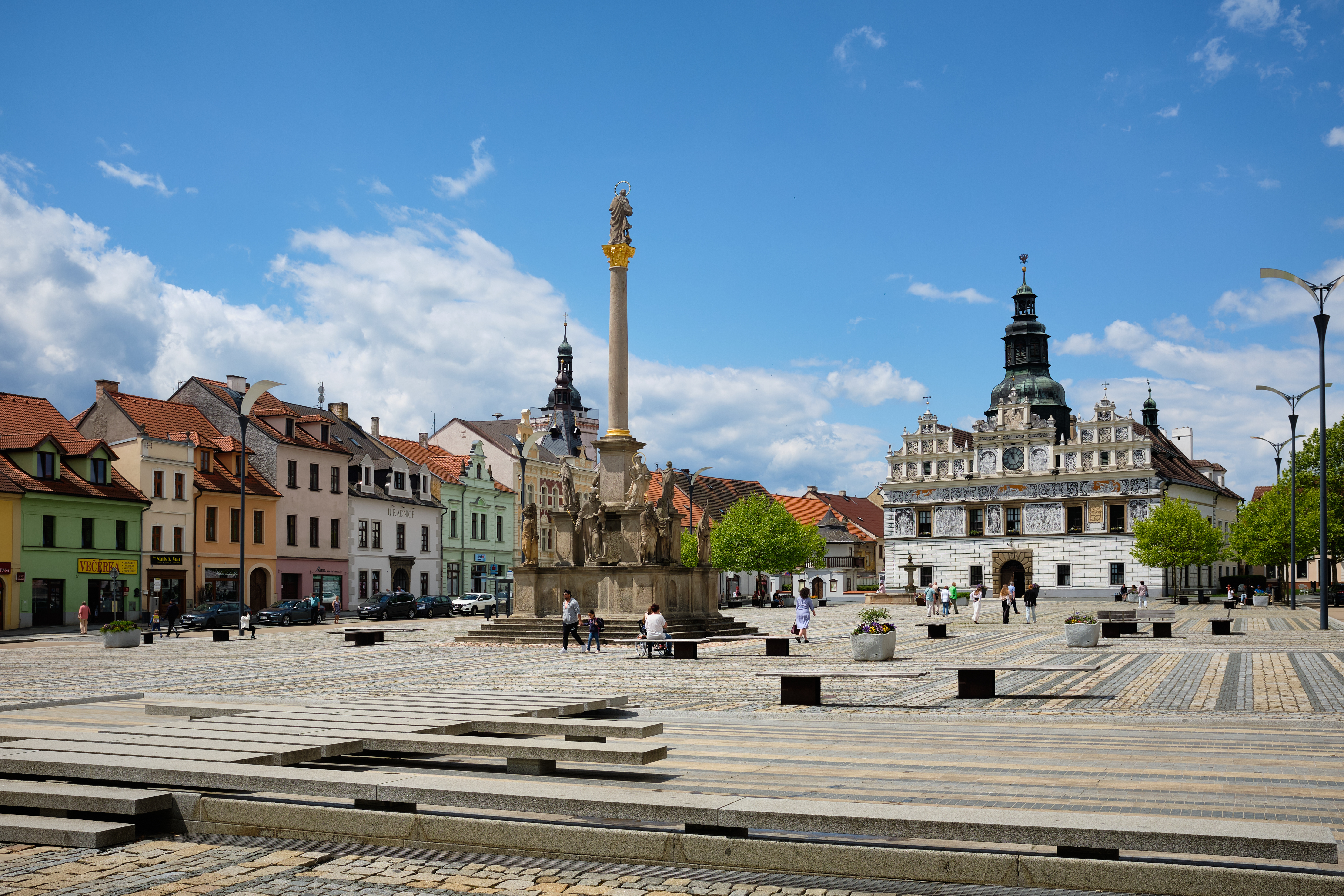
Náměstí ve Stříbře.

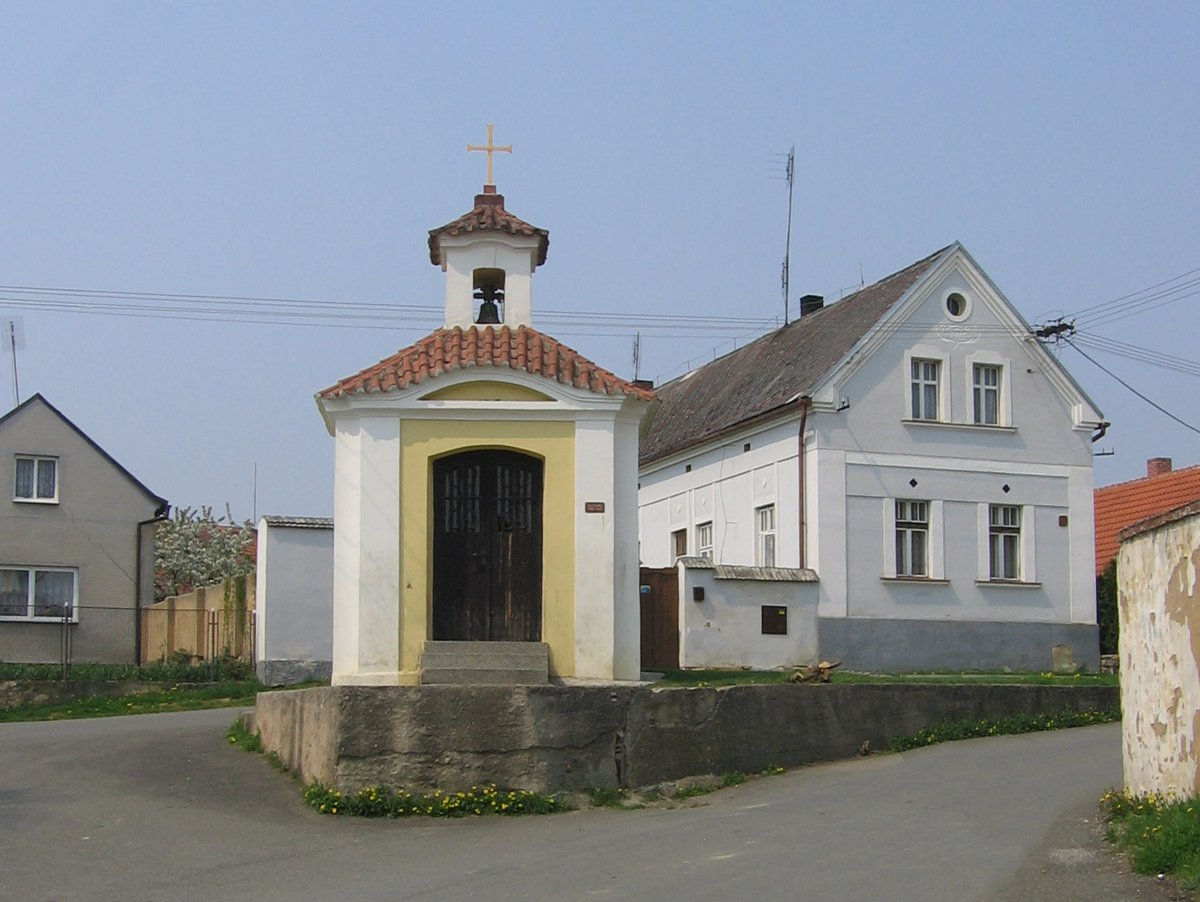
Plešnice.

Mikroregion Hracholusky je svazek obcí v okresu Plzeň-sever a okresu Tachov, jeho sídlem je Stříbro a jeho cílem je zmnožení sil a prostředků při prosazování záměrů rozvoje obcí. Sdružuje celkem 28 obcí a byl založen v roce 2003.

## Obce sdružené v mikroregionu
- Hněvnice
- Líšťany
- Křelovice
- Pernarec
- Plešnice
- Stříbro
- Újezd nade Mží
- Úlice
- Únehle
- Březí - část obce Pernarec
- Butov - část obce Stříbro
- Jezerce - část obce Stříbro
- Košetice - část obce Líšťany
- Krukanice - část obce Pernarec
- Lhota u Stříbra - část obce Stříbro
- Lipno - část obce Líšťany
- Luhov - část obce Líšťany
- Málkovice - část obce Pernarec
- Milíkov - část obce Stříbro
- Mydlovary - část obce Křelovice
- Náklov - část obce Líšťany
- Něšov - část obce Pernarec
- Otročín - část obce Stříbro
- Pakoslav - část obce Křelovice
- Písek - část obce Líšťany
- Rozněvice - část obce Křelovice
- Skupeč - část obce Pernarec
- Těchlovice - část obce Stříbro